# Thạch luận

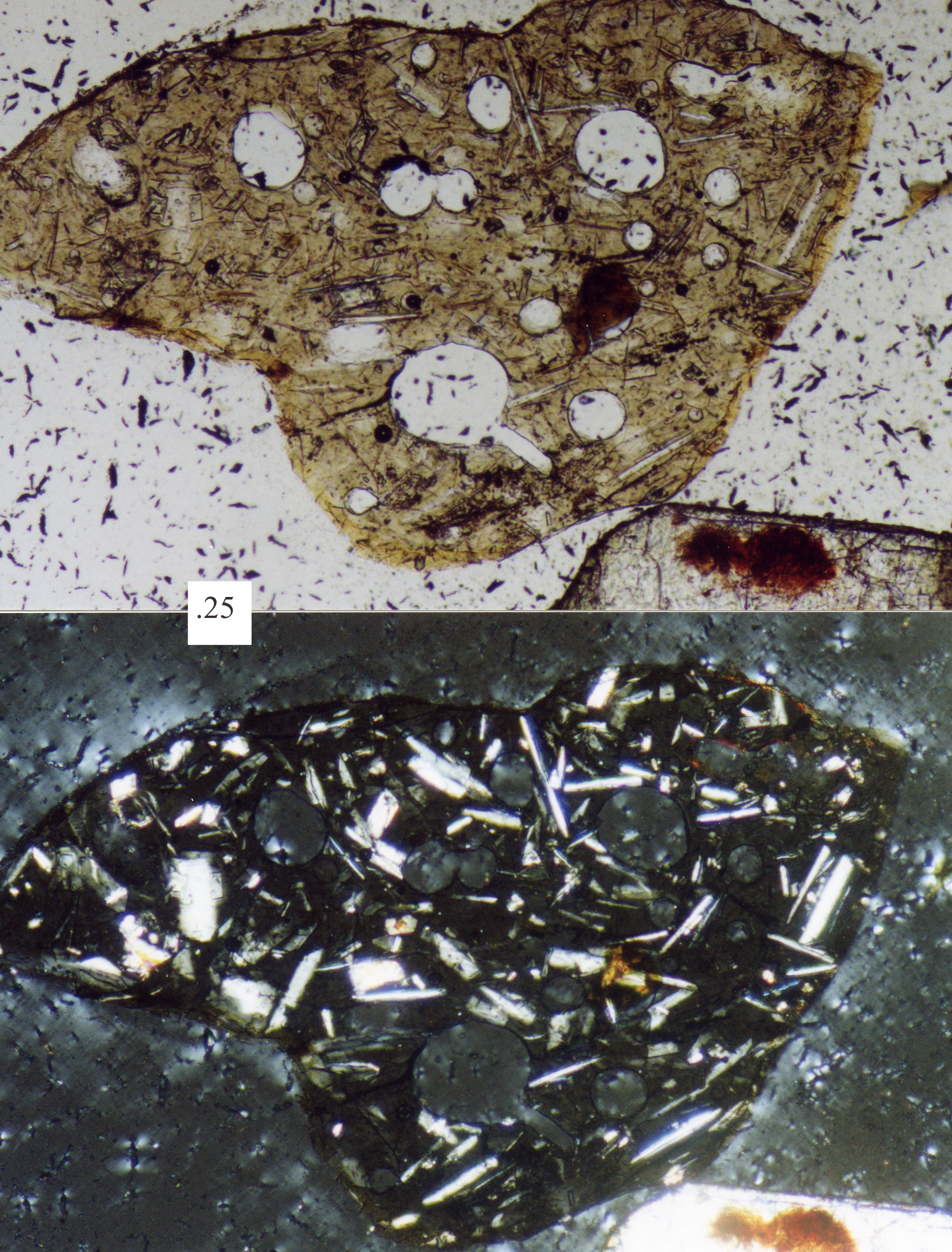
Một mảnh hạt cát núi lửa dưới kính hiển vi, với ánh sáng phân cực phẳng ở hình trên và ánh sáng phân cực chéo ở hình dưới. Hộp tỷ lệ là 0,25 mm.

Thạch luận hay Thạch học (tiếng Anh: Petrology) là bộ môn khoa học nằm trong địa chất học nghiên cứu đá (thạch học mô tả) và điều kiện hình thành nên đá. Dựa trên điều kiện thành tạo mà các đá được chia thành ba nhóm chính, thạch học cũng có ba ngành chính nghiên cứu ba loại đá trên: đá mácma, đá biến chất và đá trầm tích.
Thạch luận vận dụng các phân ngành khác như khoáng vật học, thạch học mô tả, khoáng vật học quang học và phân tích hóa học để mô tả thành phần và kiến trúc của đá. Các nhà thạch học hiện đại không chỉ có hiểu biết về bộ môn khoa học mà còn hiểu và vận dụng các nguyên tắc của địa hóa học, địa vật lý để nghiên cứu các xu hướng địa hóa và chu trình địa hóa và sử dụng các dữ liệu nhiệt động học sẵn có cũng như tiến hành thí nghiệm để hiểu rõ hơn nguồn gốc các loại đá.

## Bối cảnh
Thạch luận tập trung vào mô tả mẫu bằng tay vĩ mô hoặc mô tả quy mô lộ thiên của đá.
Trong ngành dầu khí, cụ thể hơn là khai thác bùn, là biểu diễn đồ họa của các thành tạo địa chất được khoan qua và vẽ trên một khúc gỗ gọi là đo bùn. Khi các cành giâm luân chuyển ra khỏi lỗ khoan, chúng được lấy mẫu, kiểm tra (thường dưới kính hiển vi 10×) và thử nghiệm hóa học khi cần.

## Các hướng nghiên cứu
Có ba hướng nghiên cứu của thạch học liên quan đến ba loại đá: mácma, biến chất, và trầm tích, và một hướng khác liên quan đến thí nghiệm:
- Thạch luận đá mácma tập trung nghiên cứu thành phần và kiến trúc của đá mácma (như granit hoặc bazan những loại kết tinh từ đá nóng chảy hay macma). Các đá mácma bao gồm đá xâm nhập và đá núi lửa (phun trào).
- Thạch luận đá trầm tích tập trung nghiên cứu thành phần và kiến trúc của các đá trầm tích (như sa thạch, đá phiến sét, hoặc đá vôi bao gồm các hạt hoặc mảnh vụn có nguồn gốc từ các đá khác hoặc các tích tụ sinh học hoặc hóa học, và thường được giới hạn trong nềm của các vật liệu hạt mịn).
- Thạch luận đá biến chất tập trung nghiên cứu thành phần và kiến trúc của các đá biến chất (như đá phiến, đá hoa, gơnai, hay diệp thạch là loại đá bị biến chất từ đá trầm tích hay đá mácma làm biến đổi thành phần hóa học, khoáng vật, kiến trúc do nhiệt độ và áp suất)
- Thạch luận thực nghiệm sử dụng nhiệt độ cao và áp suất cao để nghiên cứu đặc điểm địa hóa học và các mối quan hệ pha của các vật liệu tổng hợp ở nhiệt độ và áp suất cao. các thí nghiệm đặc biệt hữu ích trong việc nghiên cứu các đá ở các phần bên dưới lớp vỏ và lớp phủ mà hiếm có các cuộc khảo sát trực tiếp đến các đối tượng này. Công việc của các nhà thạch học là đưa ra một nền tảng dựa trên những hiểu biết trong hiện tại về các quá trình biến chất và mácma.